# リチャード・エアー
リチャード・エアー（Richard Eyre, 1943年3月28日）は、イギリスの舞台演出家、映画監督。

## 略歴
1967年から1972年までエディンバラのw:Royal Lyceum Theatreでアソシエイト・ディレクター、1973年から78年までw:Nottingham Playhouseのディレクター、1987年から97年までロンドンのナショナル・ロイヤル・シアターのディレクターを務めた。
手がけた舞台には1982年の『ガイズ&ドールズ』（ローレンス・オリヴィエ賞受賞）、1980年のジョナサン・プライス主演と1989年のダニエル・デイ＝ルイス主演の『ハムレット』、イアン・マッケラン主演の『リチャード三世』、イアン・ホルム主演の『リア王』、テネシー・ウィリアムズの『イグアナの夜』や『青春の甘き小鳥』、アーサー・ミラーの『るつぼ』、イプセンの『ヘッダ・ガブラー』など。その他、デヴィッド・ヘアーやトム・ストッパードの舞台も手がけた。
また、BBCでテレビ制作を手がけたり、アイリス・マードックの伝記映画『アイリス』や、ブッカー賞候補小説の映画化『あるスキャンダルの覚え書き』を監督するなど、幅広く活躍している。

## 主な監督作品
- アイリス Iris (2001)
- あるスキャンダルの覚え書き Notes on a Scandal (2006)
- アザーマン -もう一人の男- The Other Man (2008)
- チルドレン・アクト The Children Act (2017)